# Робинсон, Джон Тэлбот
 Джон Тэлбот Робинсон (англ. John Talbot Robinson; 10 января 1923, Эллиот, ЮАР — 12 октября 2001, Мадисон, США) — южноафриканский палеонтолог. Известен открытием, совместно с Робертом Брумом, почти полного ископаемого черепа вида гоминини Australopithecus africanus, известного как Mrs. Ples.
Родился в 1923 году в городе Эллиот в ЮАР. После обучения на зоолога в Кейптаунском университете, в 1946 году Робинсон переехал в Преторию, где устроился на работу в Трансваальский музей, где и познакомился со своим коллегой Робертом Брумом. Вместе они сосредоточились на проведении раскопок в пещерах Стеркфонтейн, Кромдраай и Сварткранс. В период между 1946 и 1952 годами совместно написали и опубликовали двадцать три статьи и книги посвященных находкам в пещерах ЮАР.
После смерти Роберта Брума в 1951 году Робинсон занял пост главы отдела палеонтологии и физической антропологии позвоночных в университете. В 1956 году он опубликовал, пожалуй, свою самую важную работу, монографию под названием «Дентиция австралопитеков» (The Dentition of the Australopithecinae), после которой Кейптаунский университет присудил ему степень доктора наук.
В 1963 году Робинсон переехал в США, где начал преподавательскую деятельность в Висконсинском университете в Мадисоне на факультетах зоологии и антропологии. Преподавал курсы по теории эволюции и происхождения человека, зоологии и антропологии. Робинсон продолжал совершать поездки в Южную Африку для проведения исследований.
Скончался в Мэдисоне, штат Висконсин, в 2001 году.

## Работы
- John Talbot Robinson. The Dentition of Australopithecinae: J.T. Robinson. — Transvaal Museum, 1956. — 179 с.
- John Talbot Robinson, Melvin Leo Fowler, Brian M. Fagan. Human and cultural development. — Indiana Historical Society, 1974. — 76 с.
- Robert Broom, John Talbot Robinson, G. W. H. Schepers. Sterkfontein Ape-man Plesianthropus. — Transvaal Museum, 1950. — 117 с. — ISBN 9780404159092.
- Robert Broom, John Talbot Robinson. Swartkrans ape-man, Paranthropus crassidens. — AMS Press, 1952. — 160 с. — ISBN 9780404159115.
- John Talbot Robinson. Meganthropus, Australopithecines and Hominids. — Wistar Institute of Anatomy and Biology, 1953. — 38 с.
- John Talbot Robinson. The Nature of Telanthropus Capensis. — Macmillan's Magazines, 1953. — 2 с.
- John Talbot Robinson. Telanthropus and Its Phylogenetic Significance. — Wistar Institute of Anatomy and Biology, 1953. — 57 с.
- John Talbot Robinson. Some Hominid Features of the Ape-man Dentition. — Dental Association of South Africa, 1952. — 12 с.